# Sanada Masayuki
Sanada Masayuki est un nom japonais traditionnel ; le nom de famille (ou le nom d'école), Sanada, précède donc le prénom (ou le nom d'artiste) Masayuki.
Sanada Masayuki (真田 昌幸, 1547-13 juillet 1611) est un daimyo de l'époque Sengoku de l'histoire du Japon qui prend  la tête du clan Sanada en 1575, à la suite du décès de ses deux frères aînés. Il est connu comme un maître de la stratégie militaire. Sanada Nobuyuki et Sanada Yukimura sont ses fils.
Après la destruction du clan Takeda, Masayuki met son clan au service d'Oda Nobunaga puis de Toyotomi Hideyoshi, et après la mort de ceux-ci, engage le clan au service d'Ishida Mitsunari. Lors de la bataille de Sekigahara, il s'engage aux côtés du clan Ishida avec son fils Yukimura tandis qu'il place son fils aîné, Nobuyuki, du côté adverse, au service des Tokugawa. Ainsi le clan Sanada est-il assuré de survivre à la guerre quel que soit le vainqueur.

## Biographie

### Vassal de Takeda
Troisième fils de Sanada Yukitaka, daimyo vassal du clan Takeda, Masayuki naît en 1547. Son nom d'enfance est « Gengorō » (源五郎). En 1553, à l'âge de sept ans, il est envoyé comme otage au quartier général du clan Takeda. Là, il devient membre du Okukinjūshū (奥近習衆), groupe de jeunes serviteurs proches du daimyo Takeda Shingen. Selon le Kōyō gunkan, chronique des exploits militaires du clan Takeda, Shingen le favorise et reconnaît bientôt que ses talents et sa perspicacité rivalisent avec ceux de son père Yukitaka.
En 1558, Masayuki hérite de la famille Mutō — branche du clan Ōi, dont descend la mère de Shingen — et adopte le nom de « Mutō Kihei » (武藤喜兵衛). Vers 1564, il épouse Yamanote-dono, une fille d'Uda Yoritada, seigneur local de la province de Tōtōmi. Elle donne naissance à ses deux fils, Nobuyuki et Yukimura. Pendant cette période, il participe à de nombreuses batailles du clan Takeda, dont la quatrième bataille de Kawanakajima (1561) et la bataille de Mimasetōge (1569). En outre, le plus important, à partir de 1572, il rejoint Shingen dans sa campagne vers Kyoto contre les clans Oda et Tokugawa et participe à la bataille de Mikatagahara (1573). Après la mort de Shingen en 1573, il continue à servir son héritier, Takeda Katsuyori.
En 1574, son père décède. Son frère aîné, Sanada Nobutsuna, prend alors la tête du clan Sanada mais il meurt à son tour lors de la désastreuse bataille de Nagashino l'année suivante. Comme Masateru, son autre frère aîné, meurt aussi lors de cette bataille, Masayuki retourne au clan Sanada et réclame son héritage.
En 1579, un an après la mort d'Uesugi Kenshin, est établie une alliance entre les clans Takeda et Uesugi. Le clan Uesugi consent aux avancées des Takeda dans les régions orientales de la province de Kōzuke, qui est à l'époque un domaine du clan Go-Hōjō, et en 1580, Masayuki attaque et s'empare du château de Numata, le plaçant sous le contrôle du clan Takeda.
En 1580, il est nommé au titre de gouverneur, awa-no-kami (従五位下・安房守). En 1581, il reçoit de Takeda Katsuyori l'ordre de superviser la construction du nouveau château de Shinpu (en) à Nirasaki. La même année, Numata Kageyoshi, ancien seigneur du château de Numata, tente de reprendre son ancien fief, mais Masayuki complote de l'assassiner et contrecarre ses plans.
En avril 1582, les forces alliées d'Oda et Tokugawa commencent à envahir le territoire des Takeda. On rapporte que Masayuki a l'intention d'abriter Takeda Katsuyori et il lui conseille d'abandonner la province de Kai et de fuir vers son domaine à Kōzuke. Au lieu de cela, Katsuyori décide de se réfugier dans le château d'Iwadomo d'Oyamada Nobushige. Mais celui-ci lui ferme ses portes et Katsuyori meurt peu après lors de la bataille de Temmokuzan. Après la chute du clan Takeda, Masayuki s'incline devant Oda Nobunaga et conserve ainsi son domaine. Il est alors placé sous les ordres de Takigawa Kazumasu, l'un des généraux de Nobunaga.

### Conflit Tenshō-Jingo
Cependant, Oda Nobunaga décède bientôt lors de l'incident du Honnō-ji le 21 juin 1582. À sa mort, l'emprise du clan Oda sur les anciens territoires des Takeda s'affaiblit et les clans voisins Tokugawa, Go-Hōjō et Uesugi commencent tous à contester ce vide du pouvoir dans les provinces de Shinano, Kōzuke et Kai. C'est ce que les historiens appellent le conflit Tenshō-Jingo.
Le 19 juin, Takigawa Kazumasu perd de façon décisive contre l'armée d'invasion des Go-Hōjō à la bataille de Kanagawa et le 9 juillet, Masayuki fait défection du côté des Hōjō. Pendant ce temps, les forces Uesugi envahissent le nord de Shinano. Les deux armées s'affrontent à Kawanakajima le 12 juillet, mais le combat direct est évité parce que l'armée des Hōjō se retourne et s'avance vers le sud de la province de Kai qui est à son tour envahie par les forces de Tokugawa. À un moment donné, le clan Hōjō est près de contrôler la majeure partie de la province de Shinano, mais Masayuki aide Yoda Nobushige, un seigneur local qui a résisté contre l'avancée des Hōjō à Shinano et est en contact avec Tokugawa Ieyasu. Il fait ensuite défection du côté de Tokugawa le 25 septembre. Face à cette trahison soudaine, Hōjō Ujinao voit sa position dans le conflit affaiblie et décide de conclure un traité de paix et d'alliance avec le clan Tokugawa, traité convenu le 29 octobre. Cet événement marque la fin du conflit qui a duré environ cinq mois après la mort de Nobunaga. Masayuki est donc maintenant un vassal de Tokugawa Ieyasu.

### Confrontation avec Tokugawa
En 1583, Masayuki commence la construction du château d'Ueda et de la ville environnante. La forteresse devient le siège du clan Sanada dans les années suivantes.
En 1584, Tokugawa Ieyasu mène son armée à l'ouest vers la province d'Owari à la bataille de Komaki et Nagakute contre Toyotomi Hideyoshi. Masayuki est laissé dans le nord de Shinano afin de garder le clan Uesugi sous surveillance. Il saisit cette occasion pour soumettre les petits seigneurs voisins et consolider son pouvoir. En décembre, tandis que Ieyasu fait la paix avec Hideyoshi et retourne dans son territoire, il est pressé par Hōjō Ujinao d'agir selon les termes de leur traité de 1582.
Dans le traité, entre autres conditions, Tokugawa Ieyasu accepte de transférer au clan Hōjō le château de Numata et ses terrains adjacents dans la province de Kōzuke. Toutefois, Masayuki s'oppose au transfert du château de Numata qu'il a lui-même conquis quelques années auparavant. Finalement, il décide de couper les relations avec Ieyasu et change une fois de plus d'allégeance en envoyant son deuxième fils à Uesugi Kagekatsu comme otage. Par cette décision, il rejoint de fait le côté de Toyotomi Hideyoshi qui s'oppose à l'alliance Tokugawa-Hōjō.
En 1585, les forces de Tokugawa envahissent le territoire du clan Sanada dans le nord de la province de Shinano avec 7 000 hommes et assiègent le château d'Ueda, défendu par seulement 1 200 soldats. Masayuki parvient à infliger 1 300 victimes du côté des Tokugawa et remporte une victoire décisive. C'est la première bataille du château d'Ueda, victoire qui vaut à Masayuki une notoriété nationale. Par la suite, Masayuki passe du statut d'ancien vassal de Takeda à celui de daimyo indépendant.
En 1589, les obligés des Sanada se querellent avec le clan Hōjō, ce qui finalement conduit à la chute de ce dernier par les armées d'invasion de Toyotomi Hideyoshi. Après la mort de Hideyoshi en 1600, Masayuki rejoint le côté d'Ishida Mitsunari lors de la bataille de Sekigahara. Masayuki envoie son fils aîné, Nobuyuki, auprès de l'armée de l'Est menée par les Tokugawa, alors que lui-même et son plus jeune fils, Yukimura, se battent pour l'armée de l'Ouest, mouvement destiné à assurer la survie du clan Sanada. Tandis qu'il fortifie le château d'Ueda, Masayuki lutte contre les 38 000 hommes de Tokugawa Hidetada avec seulement 2 000 soldats. Il s'agit de la deuxième bataille du château d'Ueda et, même si ce n'est pas exactement une victoire, Masayuki est à même de livrer un rude coup à Hidetada et de retarder ses forces suffisamment longtemps pour qu'elles ne soient pas en mesure de se présenter à temps sur le champ de bataille principal.
Cependant, Ishida Mitsunari perd la bataille principale et Tokugawa Ieyasu, vainqueur, peut redistribuer les fiefs à volonté. Masayuki et Yukimura doivent dans un premier temps être exécutés mais compte tenu de la participation de Nobuyuki dans l'armée de l'Est, ils sont finalement exilés à Kudoyama dans la province de Kii. Nobuyuki prend alors la tête du clan Sanada.
En 1611, Masayuki décède à Kudoyama.

## Postérité
Même si Masayuki n'a jamais été en mesure d'étendre ses territoires comme d'autres daimyos, il est néanmoins souvent considéré comme un stratège talentueux, condamné par le malheur et les terrains incommodes qui entouraient son domaine d'origine. Toyotomi Hideyoshi a appelé Masayuki « une personne dont l'intérieur ne correspondait pas à son extérieur ≫, jugeant que son allégeance était capricieuse et indigne de confiance. Néanmoins, c'est justement ses alliances mouvantes qui ont aidé le clan Sanada à survivre à l'assaut des clans hostiles et, depuis l'époque d'Edo, il est plus vanté que vilipendé.